# Graceland (album)
Graceland is het zevende studioalbum van de Amerikaanse muzikant Paul Simon, uitgebracht in augustus 1986.

## Achtergrond
Paul Simon was geïnspireerd geraakt na het horen van een muziekcassette van de Boyoyo Boys. Hij gaf later aan dat hij zich in deze periode vrij voelde om te experimenteren. Zijn vorige album Hearts and bones was geen succes waardoor de media en platenlabels hun interesse hadden verloren en hem met rust lieten. Muziekproducent Koloi Lebona hielp hem om artiesten te vinden omdat hij in de samenwerking een mogelijkheid zag om de Afrikaanse muziek meer mainstream te maken.
De nummers werden eerst, na lang experimenteren, gespeeld in de studio. Terug in Amerika ging Simon de teksten schrijven. Dit was lastig aangezien de ritmes anders waren dan hij gewend was. Hij vermeed het om politieke teksten te maken. Hierna kwam de band Ladysmith Black Mambazo over naar New York om het album af te maken. Het resultaat was een synthese van Afrikaanse muziek en popmuziek. Het album is een mengeling van pop, rock, Isicathamiya, Mbaqanga en westerse en Shangaanzang. 
De teksten zijn grotendeels in het Engels, maar onder andere het nummer Homeless begint met de volgende tekst in het Zoeloe: Emaweni webaba, silale maweni (vertaling: Sterke winden verwoesten ons huis, vele doden, vanavond kun jij de volgende zijn.)

## Ontvangst
Tijdens een optreden in Saturday Night Live maakte het publiek kennis met de nieuwe formatie.  Het album werd als zeer vernieuwend gezien. Simon had de muziek met geluidstechnicus Roy Halee opgenomen in Zuid-Afrika, samen met Zuid-Afrikaanse artiesten. Dit maakte het album ook direct omstreden. Aangezien in dit land destijds de apartheid nog van kracht was, werd hem dit door velen erg kwalijk genomen. In die tijd hadden de Verenigde Naties een culturele boycot afgeroepen over het land. Onder anderen Oliver Tambo van het ANC protesteerde hevig tegen het bezoek van Simon.
Na het uitbrengen van het album kwam Paul Simon bloot te staan aan heftige kritiek omdat hij de boycot tegen Zuid-Afrika had genegeerd. Hij werd zelfs beschuldigd van uitbuiting. De wereldwijde tour die ze vervolgens maakten werd gedomineerd door bedreigingen en bommeldingen. Tegelijkertijd zorgde het ook voor extra publiciteit voor het onrecht in Zuid-Afrika. Simon en zijn band traden niet op in Zuid-Afrika, onder andere omdat sommige bandleden het land niet in mochten. Ze gaven wel een optreden in Zimbabwe waar veel Zuid-Afrikanen op af kwamen.
Het album bereikte de eerste positie in de UK Albums Chart en de derde in de Amerikaanse Billboard 200. Het won in 1986 de Grammy Award voor Album of the Year en het titelnummer won in 1988 de Grammy Award voor Record of the Year. Graceland was niet alleen een nieuwe doorbraak voor Paul Simon. Het maakte ook de betrokken Zuid-Afrikaanse artiesten in één klap beroemd.

## Latere uitvoeringen
Na de vrijlating van Nelson Mandela gaven ze nog een concert in Johannesburg.
Ter gelegenheid van het vijfentwintigjarig jubileum van Graceland toerde Simon in 2012 met muzikanten die indertijd bij de opnamen betrokken waren. In dat jaar ging ook de documentaire Under African Skies in première. Deze documentaire werd geregisseerd door Joe Berlinger en gaat over de opnames van Graceland en de controverse die op het album volgde.

## Nummers
| Nr. | Titel                              | Schrijver(s)                           | Duur |
| --- | ---------------------------------- | -------------------------------------- | ---- |
| 1.  | The Boy in the Bubble              | Forere Motloheloa, Paul Simon          | 3:59 |
| 2.  | Graceland                          | Simon                                  | 4:48 |
| 3.  | I Know What I Know                 | General MD Shirinda, Simon             | 3:13 |
| 4.  | Gumboots                           | Lulu Masilela, Jonhjon Mkhalali, Simon | 2:44 |
| 5.  | Diamonds on the Soles of Her Shoes | Joseph Shabalala, Simon                | 5:45 |

| Nr. | Titel                                            | Schrijver(s)     | Duur |
| --- | ------------------------------------------------ | ---------------- | ---- |
| 1.  | You Can Call Me Al                               | Simon            | 4:39 |
| 2.  | Under African Skies                              | Simon            | 3:37 |
| 3.  | Homeless                                         | Shabalala, Simon | 3:48 |
| 4.  | Crazy Love, Vol. II                              | Simon            | 4:18 |
| 5.  | That Was Your Mother                             | Simon            | 2:52 |
| 6.  | All Around the World or the Myth of Fingerprints | Simon            | 3:15 |

### Heruitgave uit 2004
De cd-heruitgave uit 2004 bevatte 3 bonustracks:

| Nr. | Titel                                            | Schrijver(s)     | Duur |
| --- | ------------------------------------------------ | ---------------- | ---- |
| 12. | Homeless                                         | Shabalala, Simon | 2:28 |
| 13. | Diamonds on the Soles of Her Shoes               | Shabalala, Simon | 4:43 |
| 14. | All Around the World or the Myth of Fingerprints | Simon            | 3:17 |